# Diazona textura
Diazona textura är en sjöpungsart som beskrevs av Monniot 1987. Diazona textura ingår i släktet Diazona och familjen Diazonidae. Inga underarter finns listade i Catalogue of Life.